# Anna Catharina vom Büchel
Anna Catharina vom Büchel, auch Buchel (* 23. Februar 1698 in Elberfeld; † 13. November 1743 in Ronsdorf, beide heute Stadtteile von Wuppertal), war Zionitin und wurde von ihren Anhängern als Prophetin und Zionsmutter verehrt.

## Leben
Anna Catharina vom Büchels Großvater zog um 1660 vom Hof Büchel bei Remscheid in das vorindustrielle Elberfeld. Seine Enkelin Anna Catharina war die Tochter eines Bäckers.
Seit etwa 1722 hatte sie Verzückungen und Gesichte. Ab 1726 hielt sie in Elberfeld regelmäßig pietistische Erbauungsstunden ab, die von der reformierten Kirche zunächst geduldet wurden. Sie war als Dienstmädchen im Hause der Familie Bolckhaus angestellt, wo sie vermutlich erstmals ihren späteren Ehemann Elias Eller antraf, einen wichtigen Vertreter des späten Radikalpietismus. Dieser soll ihr in privaten Erbauungsstunden die Offenbarung des Johannes Offb 21,1–2  erklärt haben, die besagt, dass bei der Apokalypse, dem Jüngsten Gericht und dem Endkampf zwischen Gott und dem Teufel Gott als Sieger hervorgehen wird. Daraufhin werden die Erde und der Himmel erneuert und eine Stadt wird aus dem Himmel herabfahren: das neue Jerusalem.
Büchel zeigte sich hiervon besonders inspiriert. Ab spätestens 1726 verkündete sie, dass sie berufen sei, mit Elias Eller (1690–1750) einen neuen Heiland zu zeugen. Zunächst beschlossen ihre Anhänger, innerhalb einer von Eller mitgetragenen Philadelphischen Societät als Pietistische Gesellschaft oder Konventikel, ähnlich wie zuvor Jane Leade in England, das geistlich-religiöse Leben zu befruchten. In dieser Elberfelder Sozietät trat Büchel als Prophetin bald regelmäßig auf und konnte schnell eine feste Gruppe von Anhängern um sich sammeln. Schon im ersten Jahr ihrer Prophezeiungen wurden fünfzig Haushalte zu der Bewegung gezählt. Die Offenbarungen Annas wurden von Eller in einem Buch aufgezeichnet, das den Namen Ronsdorfer Hirtentasche trägt. Die Anhänger wurden in ein Verzeichnis aufgenommen und als Versiegelte bezeichnet. Dieses Verzeichnis war ein Teil der Hirtentasche und ist erhalten.
Herausragende Anhänger waren reformierte Theologen wie Daniel Schleyermacher (1695–1776) und Peter Wülffing (1701–1776) aus Solingen. Die Prophetin Anna vom Büchel wurde von ihren Anhängern Mutter Zion genannt, Elias Eller nannten sie Vater Zion. Daneben hatte sie weitere Ehrbezeichnungen wie Hütte Gottes bei den Menschen, Mutter Jerusalem oder Arche des Testaments.
Kontinuierlich forderte Büchel zum Auszug aus Elberfeld auf, das sie mit Babel gleichsetzte. Möglicherweise hatte sie Kenntnisse von den in pietistischen Kreisen verbreiteten und beliebten, anonym verfassten prophetischen Wunderreden. Der Inhalt dieses Büchleins lässt sich summarisch auf zwei Punkte reduzieren:
- Babel muss untergehen
- Jerusalem muss aufgebaut werden

Wahrscheinlicher ist jedoch, dass sie eine der Predigten des späteren Zioniten Peter Wülffing gehört hatte, der mehrmals in Elberfeld predigte. Diese Predigten waren von der Idee einer reinen, wahren, zionitischen Kirche durchdrungen, die sich von der Umgebung abzusondern habe.
Unter anderem prophezeite Büchel, dass sie und Elias Eller das neue Zion aufbauen würden und dass ihnen ein Sohn geboren werde, der als neuer Messias die Welt beherrschen werde (siehe auch Offb 12,5 ). Im Alter von 36 Jahren heiratete sie am 26. Januar 1734 Elias Eller, nachdem dieser sich 1727 von seiner ersten Frau Katharina Bolckhaus getrennt hatte und sich 1733 hatte scheiden lassen. Bereits 1727 hatte Eller angekündigt, Frau Büchel heiraten zu wollen. Am 4. Juli 1734 wurde der erste Sohn Benjamin geboren, der jedoch am 21. November 1735 überraschend verstarb. Im Juli 1736 gebar sie die Tochter Anna, die im August desselben Jahres verstarb. 1738 wurde am 1. Januar Sarah (gestorben 1770) und ein Jahr darauf am 6. Dezember Rahel geboren. 1737 begann der Aufbau einer eigenen Siedlung namens Ronsdorf. Die Führung des Auszuges aus Elberfeld nach Ronsdorf sollte unter Büchels und Ellers Anleitung geschehen; beide seien aus dem Stamme Juda, dem Geschlecht Davids, entsprossen, und beide würden nun das Tausendjährige Reich herbeiführen.
Eller begann im Frühjahr ein Stück Wald zu roden, und noch im selben Jahr zogen die ersten Zioniten aus Elberfeld in die neue entstehende Siedlung, welche die Anhänger der philadelphischen Sozietät als das Himmlische Jerusalem ansahen. Im weiteren Verlauf des Aufbaus der Siedlung trat Anna vom Büchel in den Hintergrund; sie hielt zwar weiterhin Aussprachen und wurde als Prophetin verehrt, doch eine dominierende Rolle kann ihr anhand der Quellen nicht nachgewiesen werden. Sie lebte mit Eller in ihrem geräumigen neuen Haus, das als Stiftshütte bezeichnet wurde, und hielt dort ihre Versammlungen ab. Nach den Aufzeichnungen von Jakob Bolckhaus soll Anna vom Büchel am 13. November 1743 um drei Uhr morgens sanft entschlafen sein. So bezeugt es auch ein Protokoll, das, unterschrieben von 54 Gemeindemitgliedern, beim preußischen König Friedrich II. in Berlin eingereicht wurde. Nach anderen Quellen verstarb sie plötzlich in der Gaststätte des Johann Caspar Bosselmann oder wurde kurz nach einem Gastmahl ebenda gefunden. Die Umstände deuten auf einen Schlaganfall hin.

## Sonstiges
In Ronsdorf ist eine Straße nach Elias Eller benannt. Feministische Theologinnen und Historikerinnen forderten eine Umbenennung der „Elias-Eller-Straße“ in eine „Anna-vom-Büchel-Straße“, um auf die zentrale Rolle ihrer Visionen in der Geschichte der Ronsdorfer Sekte und auf ihr Lebensschicksal aufmerksam zu machen.